# Hypocytis asteriscus
Hypocytis asteriscus is een mosdiertjessoort uit de familie van de Cytididae. De wetenschappelijke naam van de soort is voor het eerst geldig gepubliceerd in 1890 door Ortmann.